# Quo Vadis (Oratorium)

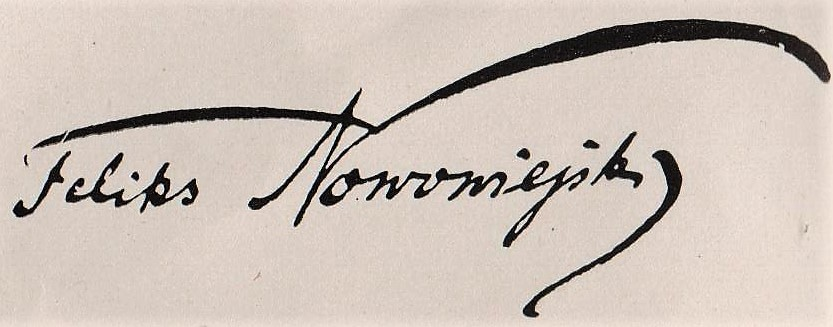
Unterschrift Nowowiejskis

Quo Vadis (Op.30) ist ein Oratorium des polnischen Komponisten Feliks Nowowiejski. Das von der deutschen Dichterin Antonie Jüngst in deutscher Sprache verfasste Libretto basiert auf dem gleichnamigen Roman Quo Vadis des polnischen Schriftstellers Henryk Sienkiewicz.

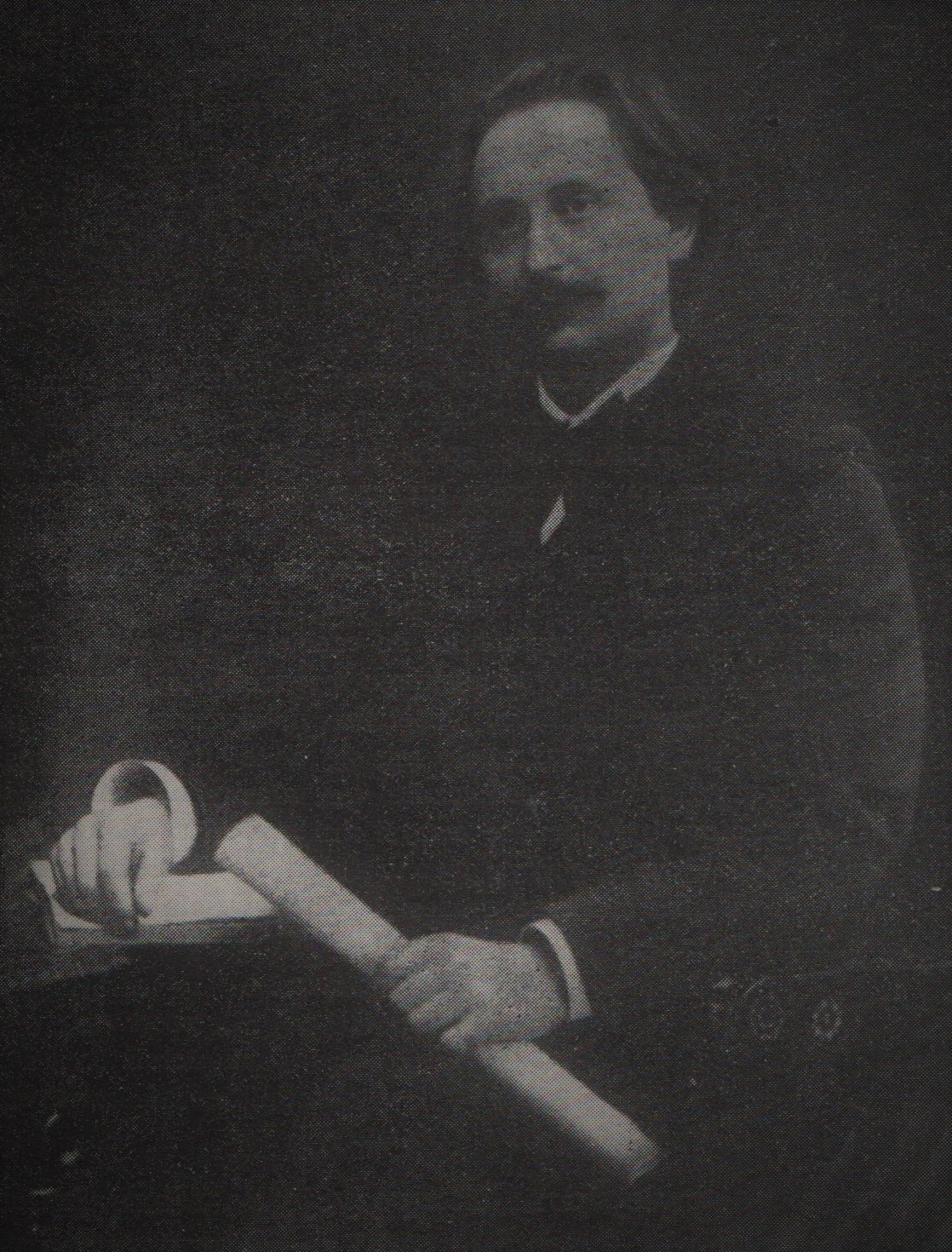
Feliks Nowowiejski in Berlin

Teile des Werks sind während Nowowiejskis Studienzeit bei Max Bruch und Ernst Eduard Taubert in Berlin entstanden.
Die Uraufführung des Werkes, welche von Publikum und Kritikern mit großer Anerkennung gewürdigt wurde, fand am 4. Mai 1907 im tschechischen Ústí nad Labem statt. Nowowiejski selbst war allerdings mit dieser Form des Stückes noch nicht zufrieden, sodass er daraufhin ein paar Änderungen vornahm. Diese Neubearbeitung, die vom Komponisten als „Dramatische Szenen“ bezeichnet wurde, bildet die heutige bekannte Version des Werkes und wurde am 22. Oktober 1909 in der Amsterdamer Concertgebouw zum ersten Mal aufgeführt. Auch diese Aufführung wurde laut holländischer Presse mit unbeschreiblichem Enthusiasmus empfangen. Die holländische Königin Wilhelmina schenkte Nowowiejski zur Anerkennung einen Ring. 1912 dirigierte Nowowiejski selbst das Werk in der New Yorker Carnegie Hall. Bis zum Ausbruch des Zweiten Weltkriegs im Jahr 1939 wurde das Oratorium weltweit über 200 Mal aufgeführt.
Die Aufführungen nach Ende des Zweiten Weltkriegs beschränkten sich zunächst auf Polen. Erst im Juni 2016 wurde es unter der Leitung von Łukasz Borowicz mit dem Chor der Podlachischen Oper und Philharmonie und dem Orchester der Posener Philharmonie während des großen Festes polnischer Musik in Berlin aufgeführt.

## Handlung

### Szene I
Rom brennt schon seit sechs Tagen. Ein großer Teil der Stadt liegt in Asche und die Flammen greifen immer weiter um sich. Erregte Volksmassen strömen auf dem Forum zusammen. Sie sehen mit Entsetzen den Untergang der Stadt. Nero steht, die Leier in der Hand, auf den Zinnen seines Palastes und weidet sich an seinem Werk, dem Brande Roms. Aus der Mitte des unglücklichen, verzweifelten Volkes erhebt sich die furchtbare Schuldfrage: „Wer, wer hat entfesselt den Zorn der erhabenen, unnahbaren Götter, - wer, wer?“

### Szene II
Trompetenfanfaren und ein glänzender Marsch verkünden das Nahen der Prätorianer (der kaiserlichen Leibwache). Der Oberste der Prätorianer schleudert auf Neros Befehl den Verdacht auf die ohnehin schon missliebigen Christen und fragt, was mit ihnen geschehen solle. Mit dem tausendstimmigen Ruf des rasenden, fanatischen Volkes: „Christianos ad leones!“ schließt die leidenschaftlich bewegte Szene.

### Szene III
Die verfolgte Christengemeinde ist während der Nacht in den Katakomben versammelt und feiert ihren Gottesdienst unter Absingen von Psalmen und anderen heiligen Gesängen. Der greise Apostelfürst Petrus erscheint und begrüßt die junge Gemeinde mit den erhabenen Präfationsgesängen der Kirche: „Der Herr sei mit euch!“ usw. Er ermahnt sie, bei dem rings entbrannten Kampfe gegen die Christen treu und fest zum heiligen Glauben zu halten. Die Ältesten versichern ihn der unwandelbaren Treue der Gemeinde; aber sie bitten ihn aufs dringendste, sein eigenes Leben zu schonen und Rom zu verlassen, um sich der großen Sache zu erhalten. Petrus, der von Christus berufene Hirte, will aber eher den Tod erleiden, als seine Herde verlassen. Da wirft sich Lygia, eine junge Christin, ihm zu Füßen; auch sie bittet ihn unter Tränen: „Verlasse Rom!“ und die ganze Gemeinde schließt sich ihrem Flehen an. Nach langem Zögern gibt Petrus schließlich nach, und es folgt nun der rührende, schmerzliche Abschied.

### Szene IV
Auf der Via Appia sieht man in tiefdunkler Nacht und bangem Schweigen Petrus aus Rom ziehen. Hinter ihm liegt versunken und begraben in Asche und Trümmern die stolze Stadt. Er gedenkt liebevoll der verlassenen Herde und des Auftrages Jesu Christi, die Kirche zu leiten; tiefe inbrünstige Reue erfüllt seine Seele. Da plötzlich ein Strahl – ein Stern – ein himmlisches Leuchten; er sieht den Dornenkranz, das Kreuz! Mit dem Rufe: „Wer ist’s? Wer ist’s? - Es ist der Herr!“ fällt Petrus zu Boden und stammelt nur die Worte: „Quo vadis, Domine? - Wohin gehst du, Herr?“ Jesus Christus antwortet: „Vado Romam, ut iterum crucifigar. - Ich gehe nach Rom, um mich, wiederum kreuzigen zu lassen.“ Es dauert eine Zeitlang, bevor sich der Apostel fassen kann, dann aber rafft er sich auf und spricht, durchdrungen von tiefster Reue, unter Tränen: O Herr, ich danke dir, dass du mir erschienen bist und deinen verirrten Jünger auf den rechten Weg zurückgeführt hast. Der gewaltige Höhepunkt des Werkes wird gebildet durch die Worte:
Ich geh’ nach Rom, ob aller Martern voll,
Nichts kann hinfort noch meinen Mut erschüttern,
Und Nero selbst, der stolze Kaiser, soll
Trotz seinem Purpur vor dem Kreuze zittern.
Ich geh’ nach Rom, dein Kreuz schwebt mir voran
Als weithin flammend göttlich Siegeszeichen,
Dass keine Macht der Kirche schaden kann,

Dass selbst der Hölle Pforten vor ihr weichen.

## Aufnahmen
- Quo Vadis (gesungen in polnischer Sprache) Opera Poznańska 1966, Dankowska, Fechner, Satanowski. Radioaufnahme
- Quo Vadis (gesungen in polnischer Sprache) Wioletta Chodowicz, Robert Gierlach Wojciech Gierlach  Poznań Philharmonic Łukasz Borowicz CPO 2017
- Quo vadis (gesungen in deutscher Sprache) Aleksandra Kurzak, Artur Ruciński und Rafał Siwek. Warmia und Mazury Philharmonic Orchestra, Piotr Sułkowski. Dux Records 2017[6]